# Hospital José Joaquim Fernandes

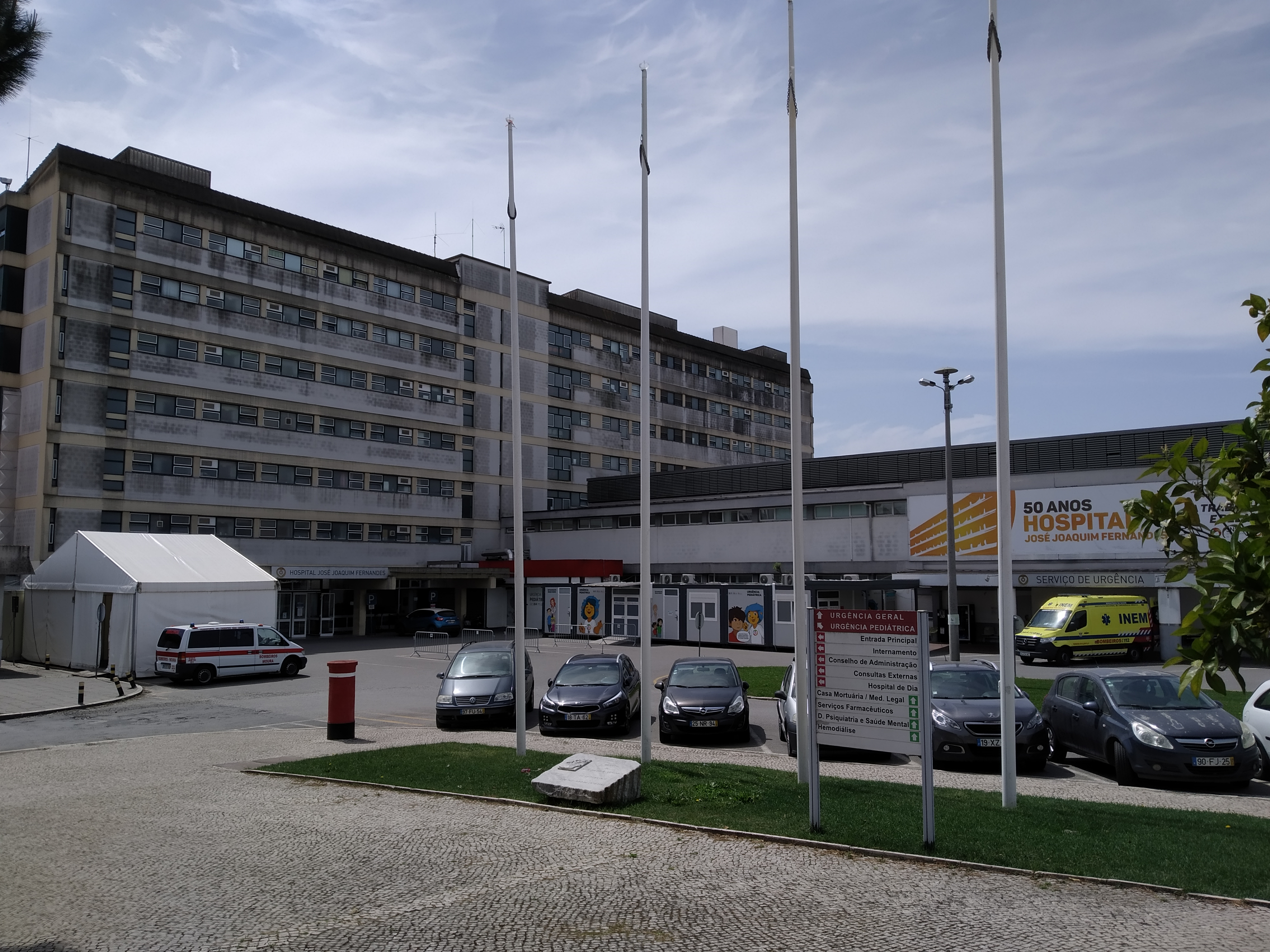
Hospital José Joaquim Fernandes

O Hospital José Joaquim Fernandes, anteriormente denominado Hospital Regional de Beja, é um hospital público situado em Beja, Portugal. Faz parte da Unidade Local de Saúde Baixo Alentejo. À data de 2014, o hospital dispunha de 215 camas, das quais 13 em cuidados intensivos e intermédios, 106 de internamento em especialidades médicas e 96 de internamento em especialidades cirúrgicas. Foi inaugurado em 1970 e o projeto de arquitetura é da autoria de Raul Chorão Ramalho.